# Media tożsamościowe

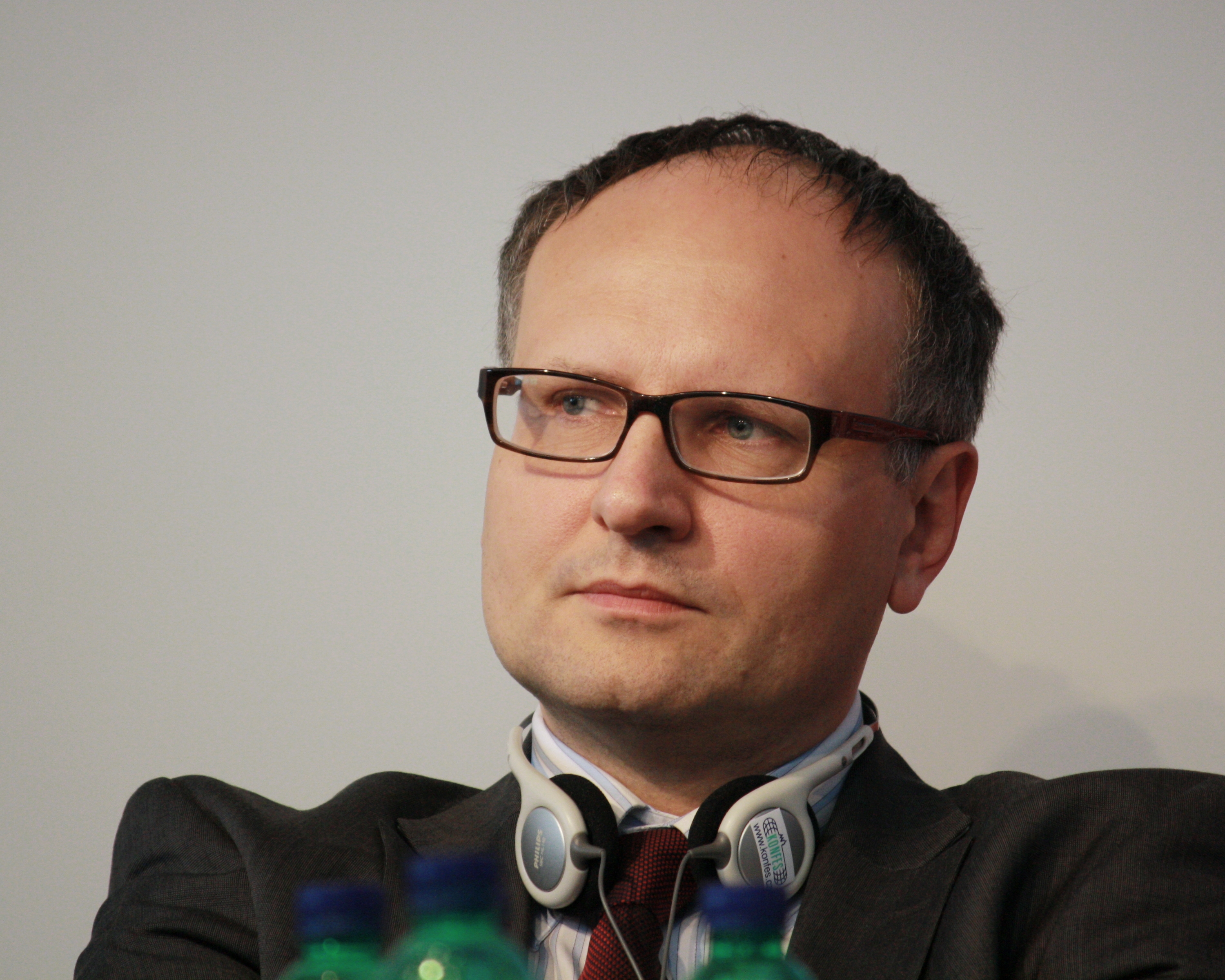
Media tożsamościowe rozpropagowane zostały przez Pawła Lisickiego

Media tożsamościowe – pojawiające się w polskiej debacie publicznej określenie mediów uznających za główny cel swej działalności budowanie tożsamości narodowej Polaków.
Cezary Michalski wywodzi pojęcie mediów tożsamościowych od tekstu Pawła Lisickiego Dekalog redaktora. Lisicki, dziennikarz związany z takimi tytułami, jak Rzeczpospolita czy Uważam Rze, napisał w kwartalniku Nowe Media tekst, w którym opisał swoich 10 rad dla publicystów. Punkt 6 brzmi Pilnuj własnej tożsamości. Lisicki uznaje w nim tożsamość za klucz do zrozumienia, kim są i kim być powinni publicyści. Zauważa dalej konflikt kulturowy w społeczeństwach zachodnich. Po jednej stronie stoją zwolennicy tradycji, po drugiej natomiast ich oponenci, uprawiający dziennikarstwo zwane często mainstreamowym, których Lisicki określa jako zwolenników dalszej emancypacji, przypisując im zarazem znaczną przewagę zarówno w wymiarze materialnym, jak i politycznym. Lisicki przestrzega przed uleganiem tej przewadze. Prognozuje, że w konflikcie zwycięży ta strona, która będzie potrafiła wyciągnąć wnioski z przedstawionej sytuacji, będą potrafili być najważniejszym głosem formowania się środowisk. O ile wspomniane dziennikarstwo mainstreamowe (głównego nurtu) stawia sobie za cel bezstronność, w opinii Lisickiego oraz Jacka i Michała Karnowskich nie udaje mu się jej osiągnąć. Dziennikarze głównego nurtu starają się przedstawiać wszystkie nurty i wszystkie punkty widzenia, nie trzymając strony żadnego z nich. Wedle opinii wspomnianych autorów opis taki promuje jednak liberalny punkt widzenia, który uznają za ideologię. 
Samo pojęcie mediów tożsamościowych zostało spopularyzowane zarówno przez samego Lisickiego, jak również przez braci Karnowskich od 2013.
Lisicki w wyrazie sprzeciwu wobec bezstronności szkodzącej jego zdaniem przedstawianym poglądom tradycjonalistycznym, wprowadzał inne dziennikarstwo, pozytywnie wartościując teksty wyraziste, sprzyjające poglądom tradycyjnym, prawicowym, motywowanym religijnie. Stronił jednakże od bliższego związku z jakąkolwiek partią polityczną, nawet reprezentującą podobny punkt widzenia. Inaczej widzieli swą misję Karnowscy, którzy bardziej zbliżyli się do środowiska związanego z partią Prawa i Sprawiedliwości.
O ile media głównego nurtu miały za cel możliwie bezstronne podawanie informacji, nowy typ mediów stara się raczej kreować poglądy społeczeństwa, krok po kroku wpajać swój punkt widzenia, jak określił to Jacek Karnowski, w celu budowania wspólnoty, mają stać na jej straży, pomagać w mobilizacji i integracji zwolenników określonych wyżej poglądów. Jacek Karnowski porównywał media do wieży w walce o poglądy.
Początkowo za media tożsamościowe uchodziły takie portale, jak wPolityce.pl, Niezalezna.pl i Fronda.pl. Sytuacja zmieniła się po wyborach parlamentarnych w 2015, kiedy to wielu dziennikarzy pracujących poprzednio w mediach tożsamościowych zatrudnionych zostało w mediach państwowych (np. Samuel Pereira). W podobny sposób funkcjonować zaczęły także programy informacyjne telewizji publicznej TVP pod nadzorem Jacka Kurskiego. Taki typ funkcjonowania mediów spotyka się jednak z krytyką. Zarzuca im się działania propagandowe, przekłamania, rozpowszechnianie treści populistycznych, insynuacje, nadmierne opieranie się na emocjach, w tym negatywnych, poczuciu odrazy i zagrożenia, a nawet budowanie go oraz autorytarny styl myślenia.